# Markus Heppke
Markus Heppke (* 11. April 1986 in Essen) ist ein deutscher Fußballspieler in Diensten der SpVg Schonnebeck und ehemaliger Spieler von Rot-Weiss Essen.

## Karriere
Heppke begann seine Spielerkarriere bei Blau-Gelb Überruhr in Essen-Überruhr, wo er ab 1992 in der Jugend spielte. 1999 wechselte er in die Jugend des FC Schalke 04, wo er 2005 den DFB-Junioren-Vereinspokal der A-Jugendmannschaften gewann. Er erzielte beim 3:1-Finalsieg gegen Tennis Borussia Berlin einen Treffer. Ab der Saison 2005/06 spielte er für die zweite Mannschaft des FC Schalke 04 in der Oberliga Westfalen. Seinen bislang einzigen Einsatz in der Bundesliga hatte der Mittelfeldspieler als 20-Jähriger im Spiel bei Energie Cottbus am 18. November 2006, als Heppke kurz vor Spielende für Peter Løvenkrands eingewechselt wurde. Zum 1. Januar 2009 wechselte „der schnellste Spieler im Profikader“ der Schalker zum Zweitligisten Rot-Weiß Oberhausen, bei dem er einen Vertrag bis zum 30. Juni 2010 erhielt. Nachdem dieser Vertrag nicht verlängert worden war, wechselte er zur Saison 2010/11 in den Amateurbereich und unterschrieb bei Wuppertaler SV Borussia, das zuvor in die Regionalliga West abstieg. Trotz eines noch laufenden Vertrages verließ er den Klub nach einem Jahr und war wieder in seiner Geburtsstadt aktiv, als er beim Regionalliga-Aufsteiger Rot-Weiss Essen unterschrieb. 2014 wurde sein Vertrag in Essen nicht verlängert und er wechselte in die Oberliga zum SV Hönnepel-Niedermörmter. Nach zwei Jahren wechselte Heppke zur Saison 2016/17 zum Ligakonkurrenten SpVg Schonnebeck.
Heppke kam für verschiedene deutsche Juniorennationalmannschaften von der U-16 bis zur U-20 zum Einsatz und nahm 2005 an der U-19-Europameisterschaft teil, bei der die deutsche Auswahl das Halbfinale erreichte.